# MG Series Y

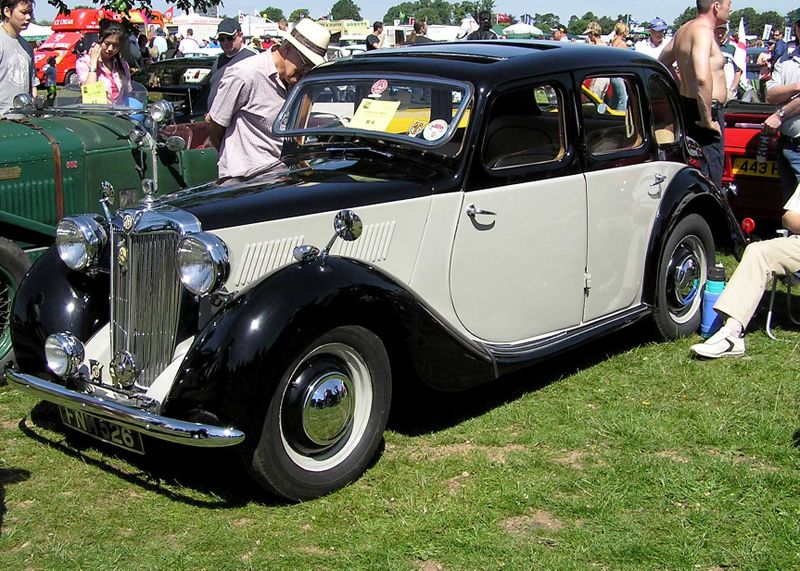
MG Series YA (1947)

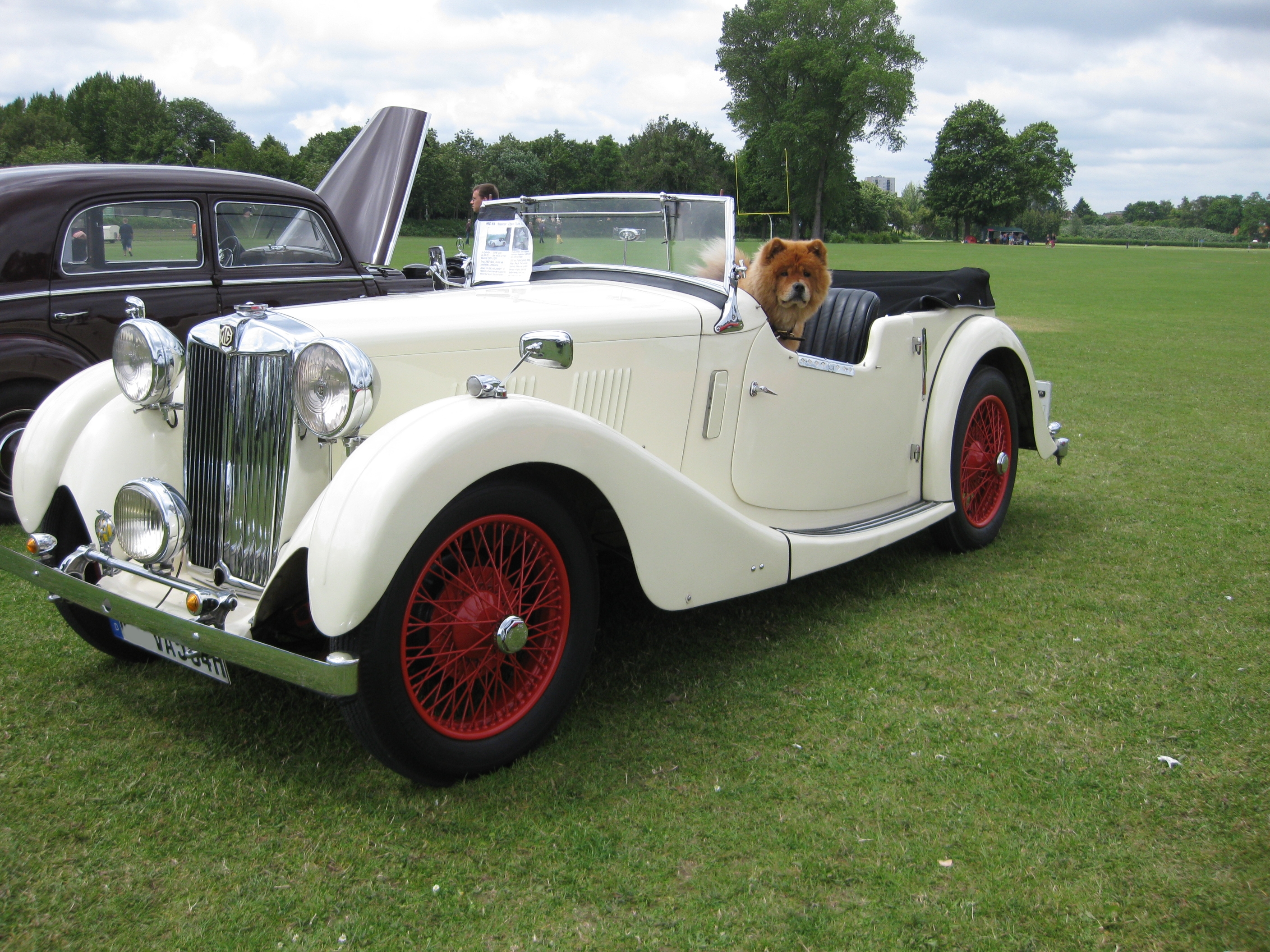
MG YA Roadster

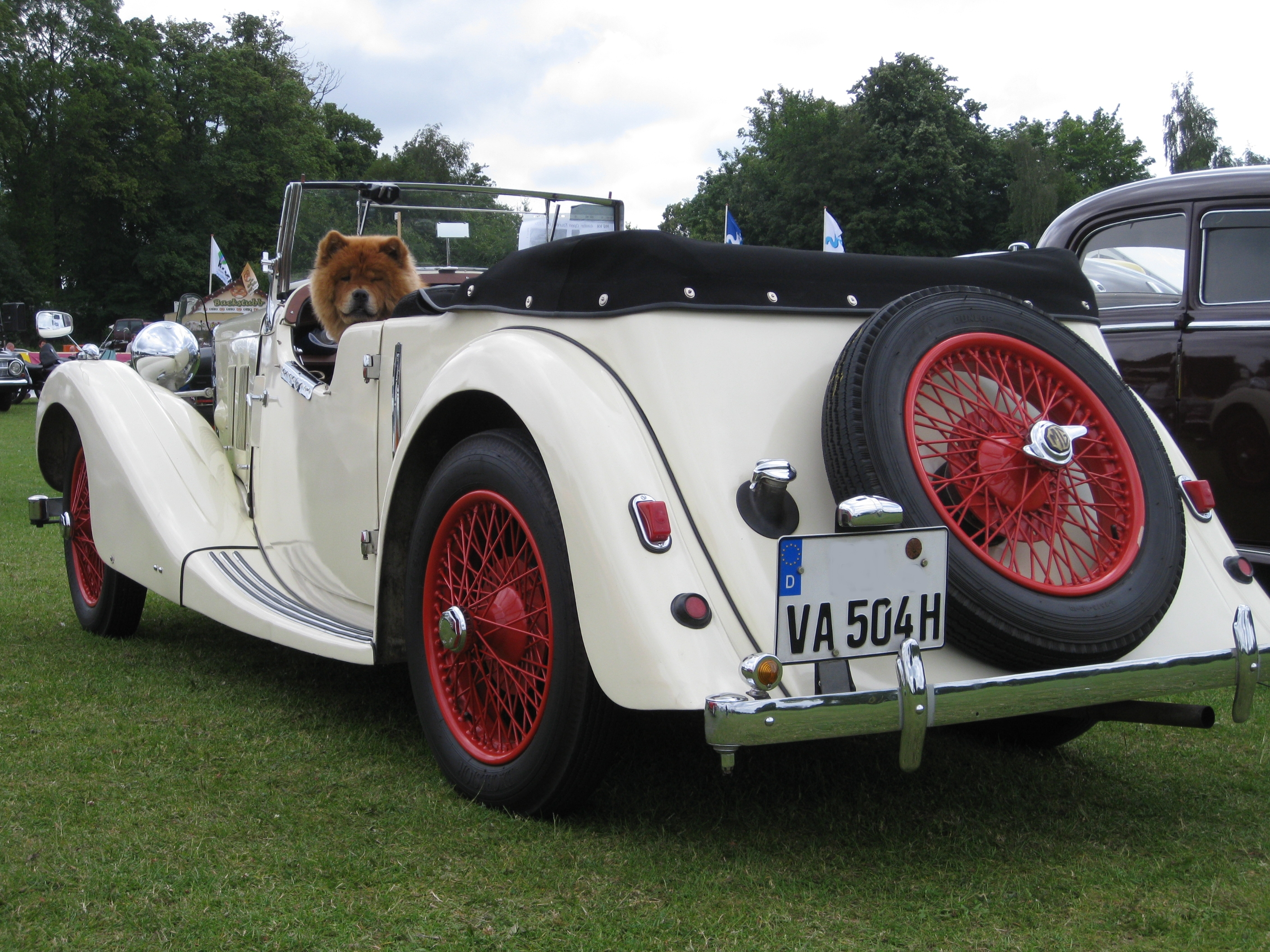
MG YA Roadster

Der MG Series Y ist eine viertürige Limousine der unteren Mittelklasse, die MG 1947 herausbrachte.
Der MG Series YA hat einen Vierzylinder-Reihenmotor XPAG mit 1250 cm³ Hubraum und 46 bhp (34 kW), der die Hinterräder antreibt. Die Karosserie im klassischen Vorkriegsstil basiert in Teilen auf der des Morris 8 und Morris 10. Sie hat geschwungene, farblich abgesetzte Kotflügel, alle vier Türen an den B-Säulen angeschlagen (die vorderen öffnen nach hinten, die hinteren nach vorne) und freistehende Scheinwerfer.
Sie besaß die erste von MG in Serie gebaute Einzelradaufhängung vorn, welche von Alec Issigonis initiiert wurde und die MG in praktisch unveränderter Form bis zum MGB in alle nachfolgenden Fahrzeuge einbaute.
Außerdem besaßen diese Fahrzeuge serienmäßig eine hydraulische Wagenheberanlage wie in den vorhergehenden großen Limousinen und Tourern der SA-/ VA-/WA- Baureihen auch.
1951 wurde dieses Modell durch den geringfügig veränderten MG Series YB mit gleicher Motorisierung abgelöst, dieser besaß neben kleineren Rädern auch eine verbesserte Bremsanlage.
Bereits ab 1948 wurde ein  Tourer (viersitziger Roadster), der MG Series YT angeboten. Der Tourer hat einen gleich großen XPAG-Motor wie die Limousine, der allerdings 54 bhp (40 kW) leistet. Er entsprach dem des MG-TC, welcher parallel gebaut wurde und mit zwei Vergasern ausgerüstet war. Er wurde nur drei Jahre lang gebaut, insgesamt 904 Mal.
Außerdem wurden drei Chassis an die Schweizer Karosseriebauer Reinbold & Christie geliefert, die den Tourer schon vor der Produktion karosserierten. Zagato erhielt auch ein Chassis, welches er mit einer hübschen Karosserie versah.
Motorsport war mit diesen Autos auch möglich, außer Rallyeinsätze. Dick Jakobs gewann 1952, 1953 und 1954 die Produktionstourenwagenklasse mit einem YB in Silverstone.
1953 wurde die Baureihe eingestellt. Für den Sports Tourer gab es keinen viersitzigen Nachfolger mehr, er war der letzte offene Tourer den MG gebaut hat.